# Бозио, Герардо
Герардо Бозио (итал. Gherardo Bosio; 19 марта 1903, Флоренция — 16 апреля 1941, Флоренция) —  итальянский архитектор, известный прежде всего работами в духе тоталитарного искусства в Тиране во время итальянской оккупации Албании.

## Биография
Родился 19 марта 1903 года во Флоренции.

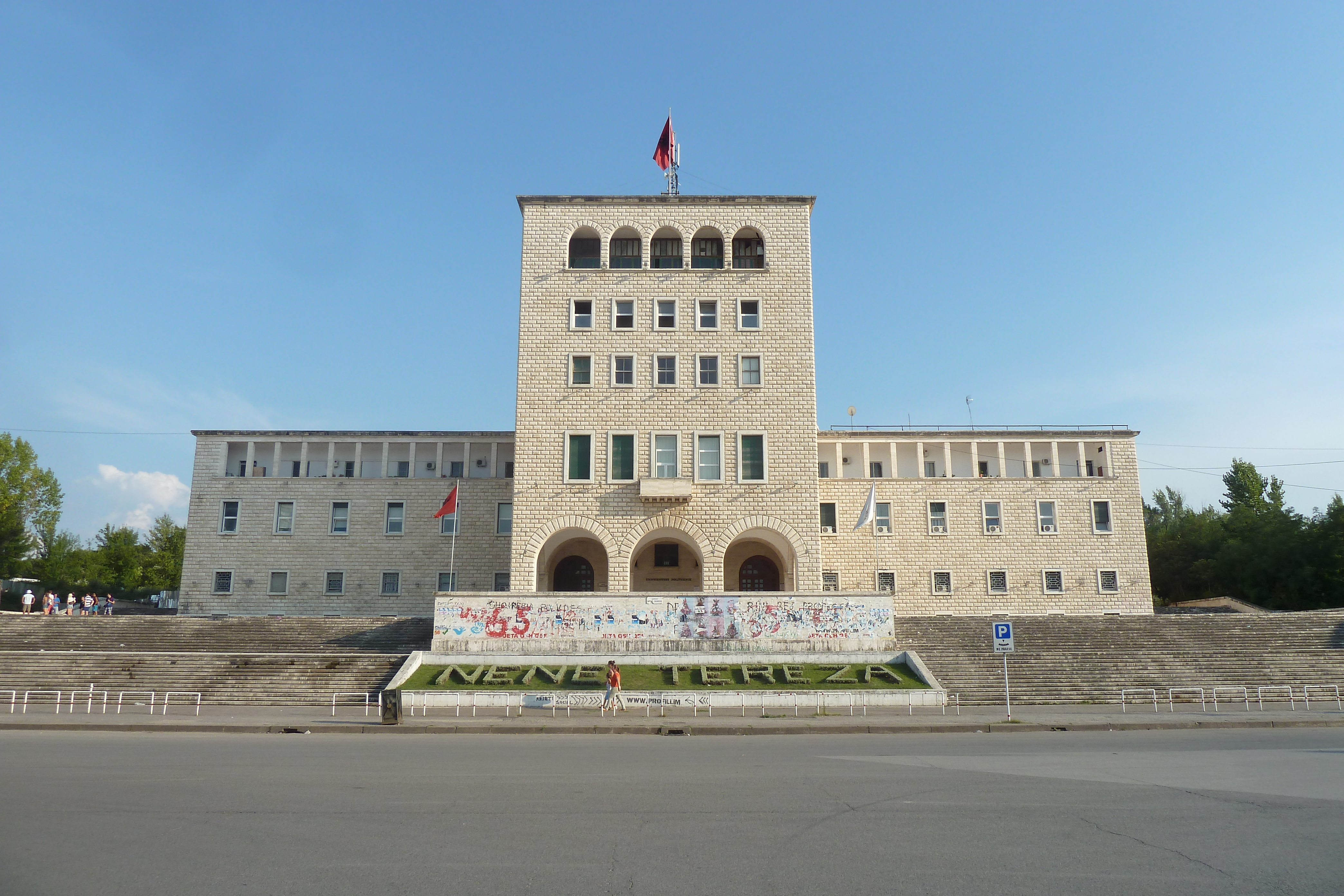
Каса-дель-Фашо (1939—1940, арх. Г. Бозио, ныне Политехнический университет Тираны) на площади матери Терезы в Тиране, Албания

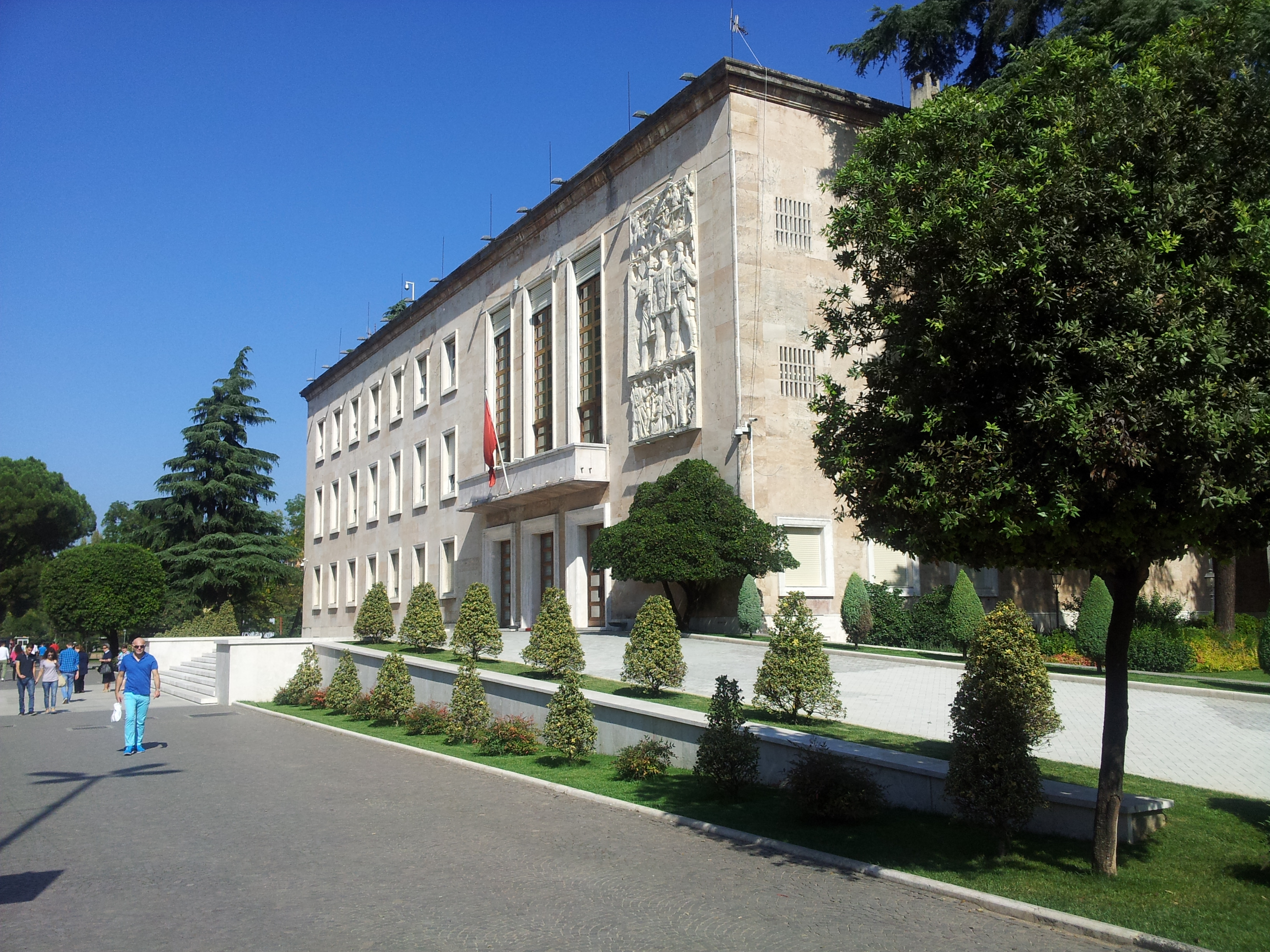
Дворец наместника (1939—1941, арх. Г. Бозио, ныне здание Офис премьер-министра (Албания)) на Бульваре Мучеников Нации в Тиране, Албания

В 1926 году получил диплом инженера-строителя в Риме. В 1931 году окончил во Флоренции Высшую школу архитектуры (с 1936 года — архитектурный факультет Флорентийского университета).
Работал под руководством Уго Джованноцци, в американской архитектурной фирме McKim, Mead & White в Нью-Йорке. Преподавал в Высшей школе архитектуры во Флоренции. Реставрировал во Флоренции виллу Ла-Пьетра (1927—1929) и виллу Уциелли (1929—1932) во Флоренции. Спроектировал здания бейсбольного клуба (ныне гольф-клуб Уголино).
Участвовал в создании «Тосканской группы», которая работала над реконструкцией вокзала Санта-Мария-Новелла во Флоренции. Покинул её из-за разногласий с Джованни Микелуччи. Участвовал в 5-й Миланской триеннале 1933 года в коллаборации с Йои Мараини.
В начале 1936 года ушёл добровольцем на Вторую итало-эфиопскую войну, где имел возможность исследовать архитектуру и составить генеральные планы эфиопских городов Гондэр, Джимма (где спроектировал муниципалитет), Дэссе, а также проекты для города Аддис-Абеба.
При поддержке государственного секретаря по албанским делам Министерства иностранных дел Италии Зеноне Бенини в апреле 1939 года назначен главой Центрального управления по строительству и городскому планированию Албании (Ufficio  Centrale  per  l’Edilizia e  l’Urbanistica dell’Albania, UCEUA) в Тиране. UCEUA за 5 лет работы создало 11 городских планов. Большую часть деятельности возглавлял Бозио, который выступал за концептуальную целостность в качестве architetto integrale. Бозио в соавторстве с Иво Ламбертини и Фердинандо Поджи создал генеральный план Тираны. Осью столицы стал центральный бульвар Виале дель Имперо (1939—1942, ныне Бульвар Мучеников Нации) с Дворцом наместника (Palazzo della Luogotenenza, 1939—1941, ныне здание Офиса премьер-министра) и «Гранд-отелем Дайти» (1939—1941). С юга бульвар замыкала площадь Пьяцца-дель-Литторио (ныне площади матери Терезы) с Каса-дель-Фашо (Casa del Fascio, 1939—1940, ныне Политехнический университет Тираны) и Колонным залом (Casa della Gioventù del Littorio Albanese — Дом Албанской ликторской молодежи, 1939—1940, ныне Национальный археологический музей). Планировка была выполнена в виде фашистского ликторского топорика, лезвием которого являлся стадион «Кемаль Стафа» (1939—1946, снесён в 2016 году). Среди работ Бозио — площадь Скандербега (1939—1941). Бозио завершил Дворец Бригад (1939—1941, ныне Президентский дворец), начатый в 1936 году архитектором Джулио Берте.
Фактически, в 1921 году, когда была выбрана столица, Тирана была простым и тихим городом с населением около 15 000—20 000 человек, хорошо интегрированным в природную и сельскую среду. Это повлияло на генеральный план Бозио, в котором новые территории были связаны с существующими в соответствии с концепцией города-сада. Бозио определил современный город в соответствии с тремя основными правилами:
- создание круговой магистральной системы улиц
- создание центрального бульвара с административными зданиями
- сильное уплотнение единого центра
- неразрывная связь с существующими городскими территориями, а также с природной территорией вокруг города

Городское развитие, имевшее место во время коммунистической диктатуры в 1945—1990 гг., отчасти соответствовало первым двум пунктам, но коренным образом отказалось от третьего и четвертого пунктов, задуманных Бозио во время фашистской оккупации. В центре города были устроены большие парки по образцу городов Восточной Европы, а город развивался в сторону пригородов.
Умер 16 апреля 1941 года во Флоренции, в возрасте 38 лет.
Когда Бозио умер, Джузеппе Паладини (Giuseppe Paladini), Леоне Карминьяни (Leone Carmignani) и Фердинандо Поджи заняли его место до немецкой оккупации в 1943 году.